# گرد گیگرنزر
گرد گیگرنزر (انگلیسی: Gerd Gigerenzer; ۳ سپتامبر ۱۹۴۷ – ) یک روان‌شناس آلمانی بود که کاربرد عقلانیت محدود و رهیافت آنی در تصمیم‌گیری را مطالعه کرده‌است.